# Simeon Aleksandrov
Simeón Aleksandrov (búlgaro: Симеон Александров; Plovdiv, Bulgaria, 24 de septiembre de 2003) es un futbolista búlgaro que juega como delantero en el PFC CSKA Sofía de la Liga Bulgaria A PFG.

## Trayectoria
Nacido en Plovdiv, comenzó en el PFC Lokomotiv Plovdiv  local a la edad de 8 años. Cuatro años más tarde, se incorporó a la academia del PFC Septemvri Sofia y ascendió al primer equipo en 2019. En el verano de 2022, el equipo consiguió el ascenso a la Liga Bulgaria A PFG. Debutó en la primera división el 8 de julio de 2022 contra el PFC Ludogorets Razgrad. El 18 de julio de 2022 marcó su primer gol al máximo nivel en un partido contra el FC Hebar Pazardzhik. Tras su buen inicio de la temporada 2022-23 con el Septemvri en primera, se marchó al PFC CSKA Sofía en el último día del plazo de fichajes.

## Estadísticas

### Clubes
Actualizado al último partido disputado el 5 de septiembre de 2022.
| Club                         | Div.          | Temporada     | Liga  | Liga  | Copas nacionales | Copas nacionales | Copas internacionales | Copas internacionales | Total | Total |
| Club                         | Div.          | Temporada     | Part. | Goles | Part.            | Goles            | Part.                 | Goles                 | Part. | Goles |
| ---------------------------- | ------------- | ------------- | ----- | ----- | ---------------- | ---------------- | --------------------- | --------------------- | ----- | ----- |
| PFC Septemvri Sofia Bulgaria | 2 ª           | 2020-21       | 17    | 5     | 0                | 0                | —                     | —                     | 17    | 5     |
| PFC Septemvri Sofia Bulgaria | 2 ª           | 2021-22       | 27    | 2     | 2                | 0                | —                     | —                     | 29    | 2     |
| PFC Septemvri Sofia Bulgaria | 1.ª           | 2022-23       | 8     | 4     | 0                | 0                | —                     | —                     | 8     | 4     |
| PFC Septemvri Sofia Bulgaria | Total club    | Total club    | 52    | 11    | 2                | 0                | 0                     | 0                     | 54    | 11    |
| PFC CSKA Sofía Bulgaria      | 1.ª           | 2022-23       | 0     | 0     | 0                | 0                | —                     | —                     | 0     | 0     |
| PFC CSKA Sofía Bulgaria      | Total club    | Total club    | 0     | 0     | 0                | 0                | 0                     | 0                     | 0     | 0     |
| Total carrera                | Total carrera | Total carrera | 52    | 11    | 2                | 0                | 0                     | 0                     | 54    | 11    |